# 8275 Inca
8275 Inca è un asteroide della fascia principale. Scoperto nel 1990, presenta un'orbita caratterizzata da un semiasse maggiore pari a 2,1498930 UA e da un'eccentricità di 0,0939417, inclinata di 3,81894° rispetto all'eclittica.